# Inka Šecová
Inka Šecová, vlastním jménem Jiřina Šecová (15. dubna 1943 Praha – 4. ledna 2019 Praha), byla česká herečka a dabérka.

## Život
Inka Šecová se narodila 15. dubna 1943 v Praze. Vystudovala na pražské DAMU katedru loutkoherectví, později získala angažmá v divadle Spejbla a Hurvínka. Jejím prvním dabingovým počinem byla v roce 1971 Pippi ve filmu Pippi punčochatá. Ze známých dabingových rolí lze uvést zajíce z Jen počkej, zajíci!, paní domácí z Toma a Jerryho či Kulíka ze seriálu My z Kačerova. Nadabovala také postavu Butterse Stotche ze seriálu Městečko South Park. Šecová hrála i filmech, například v Ženách v ofsajdu, Dobrodružství na Labi, pohádce Nevěsta s nejkrásnějšíma očima a také v seriálu televize Nova Ordinace v růžové zahradě 2, kde si zahrála důchodkyni Zitu Smiřickou. Inka Šecová zemřela 4. ledna 2019 ve věku 75 let.